# Mauá da Serra
Mauá da Serra är en kommun i Brasilien.   Den ligger i delstaten Paraná, i den södra delen av landet, 1 000 km söder om huvudstaden Brasília. Antalet invånare är 8 553.
Omgivningarna runt Mauá da Serra är en mosaik av jordbruksmark och naturlig växtlighet. Runt Mauá da Serra är det ganska tätbefolkat, med 60 invånare per kvadratkilometer.